# Rigtje Boelstra
Rigtje Boelstra (Stiens, Friesland 7 september 1893 – Jelsum, 26 april 1969) was een rundveefokster en tekenares die bekend werd door haar werk voor het Friesch Rundvee Stamboek (FRS), de coöperatie voor de Friese stamboekrundfokkerij. Samen met haar man Jan Wassenaar (1890 – 1958), eveneens rundveefokker en vee-exporteur in het Friese Jelsum, reisde ze als ambassadeurs van de Friese veefokkerij meerdere keren naar Frankrijk, Argentinië, Zuid-Afrika en de Verenigde Staten.

## Biografie
Rigtje Boelstra, dochter van het welgestelde en liberale boerenechtpaar Johannes Boelstra (1868 – 1947) en Grietje Olivier (1866 – 1932), groeide op op de Botermijn, een van de drie boerderijen van haar ouders in het Friese Stiens. Samen met haar zusje Neeltje (1902 – 1983) kreeg Rigtje een voor die tijd ongebruikelijke brede internationale opvoeding. Ze begon met de MMS in Leeuwarden, ging vervolgens naar een kostschool in Lausanne en ten slotte naar een ‘finishing school’ in Engeland.  
Terug in Nederland nam ze in Groningen tekenlessen bij Otto Eerelman, een bekende dierenschilder. Haar internationale ervaring en haar talenkennis vielen op bij de jonge rundveefokker en vee-exporteur Jan Wassenaar, die in het naburige dorp Jelsum al internationale roem had verworden met zijn vooral in Amerika zeer gewilde Friese stamboekvee. Ze trouwden op 26 april 1916 in Stiens. Het huwelijk bleef kinderloos. 
Boelstra maakte in 1936 elf illustraties voor de FRS-brochure Friesch vee: topografie en geraamte. In de jaren '40 kreeg ze een deeltijdbaan als fotografe voor de FRS. Hoewel de dagelijkse leiding op de veefokkerij en de twee boerderijen, die ze van haar ouders had overgenomen, in handen was van bedrijfsleiders, bemoeide Boelstra zich dagelijks met de gang van zaken. 
Na de oorlog werd de boerderij in Jelsum het paradepaardje van de Friese stamboekveefokkerij. Als ze Friesland bezochten, kwamen koningin Juliana en prins Bernard ook altijd naar Jelsum, de laatste keer in 1959 in gezelschap van sjah Mohammad Reza Pahlavi van Iran. Bij die gelegenheid toonde Rigtje Boelstra trots haar topstier 'Gerard Wouter'. In de jaren '50 maakte Boelstra ook voorlichtingsfilms voor de FRS. 
Na de dood van haar man concentreerde ze zich op het beheer van de boerderijen. Elke zondag bezocht ze persoonlijk de zetboeren om de koeien te keuren, al bekende ze tegenover De Telegraaf dat ze nooit had leren melken.
Een jaar voor haar dood werd ze vanwege haar verdiensten voor de Friese veeteelt benoemd tot Ridder in de Orde van Oranje Nassau. In 1969 overleed ze, 75 jaar oud op de boerderij in Jelsum, die ze naliet aan de bedrijfsleider. 
Dertien jaar na haar dood bleek de rest van haar nalatenschap, bestaand uit de andere boerderijen en het ouderlijke huis, te zijn vermaakt aan de Boelstra-Olivier Stichting die tot doel heeft kunst en cultuur te ondersteunen. Die stichting had ze samen met haar (eveneens kinderloze) zuster Neeltje en haar zwager en kunstschilder Douwe Hoogeveen, in 1952 opgericht ter nagedachtenis aan hun beider ouders. Tot vandaag de dag is deze stichting een belangrijke sponsor van kunst en cultuur in Friesland.
In 1981 verwierf het Fries Museum in Leeuwarden vier tekeningen van Rigtje Boelstra.

## Onderscheidingen
1968 - Ridder in de Orde van Oranje-Nassau